# Rhododendron fulvum
Rhododendron fulvum är en ljungväxtart. Rhododendron fulvum ingår i släktet rododendron, och familjen ljungväxter.

## Underarter
Arten delas in i följande underarter:
- R. f. fulvoides
- R. f. fulvum

## Bildgalleri

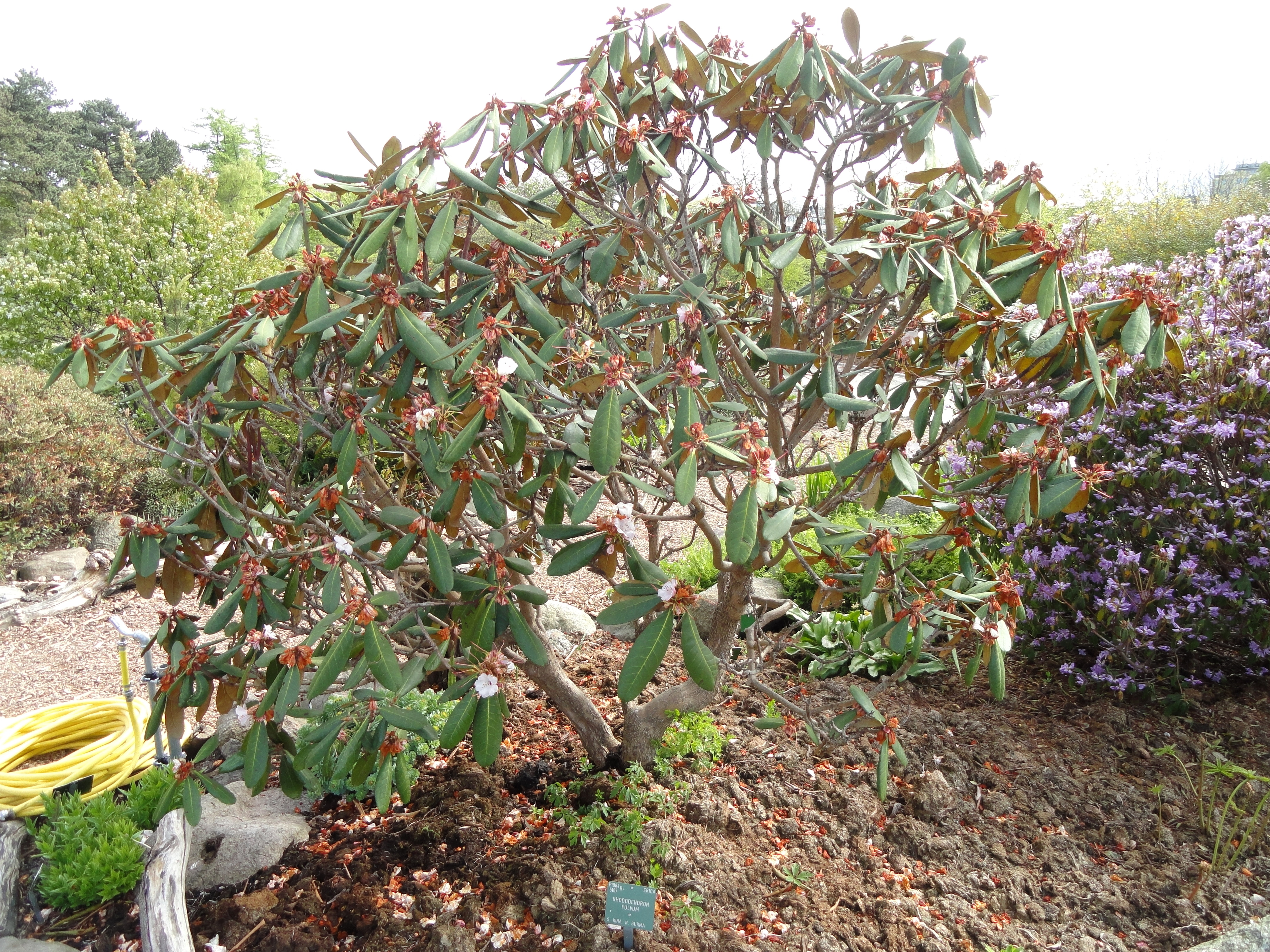
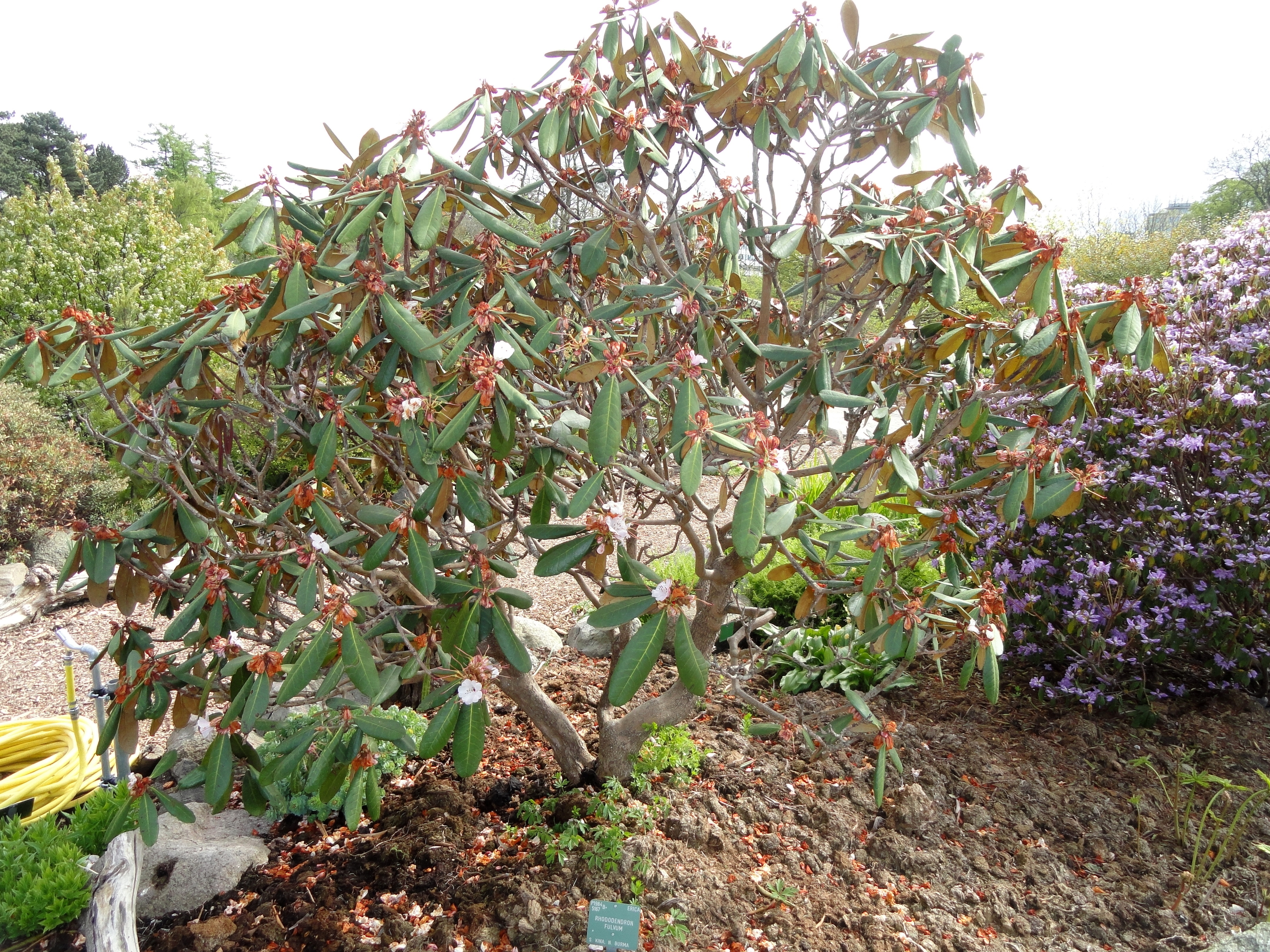
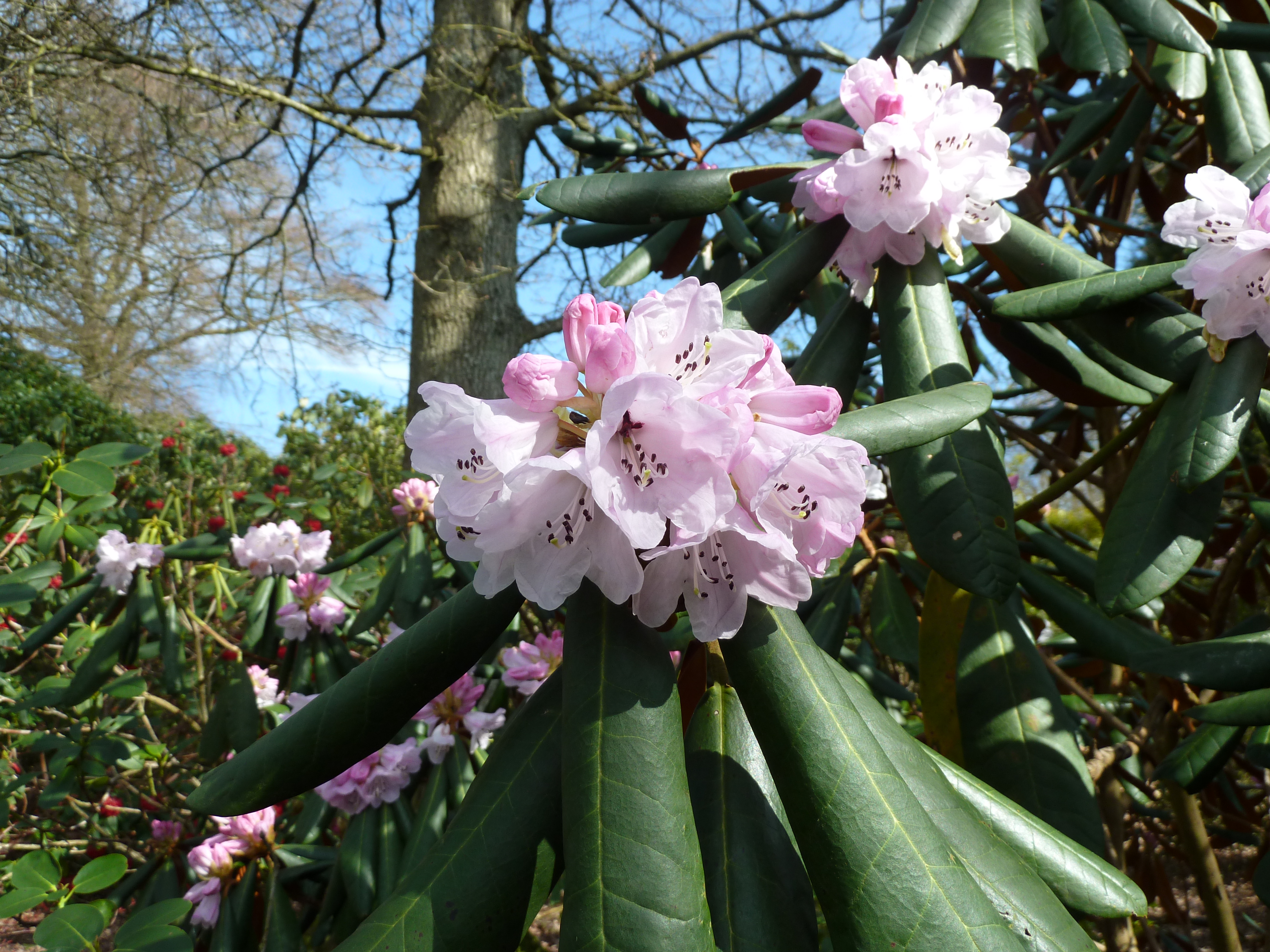
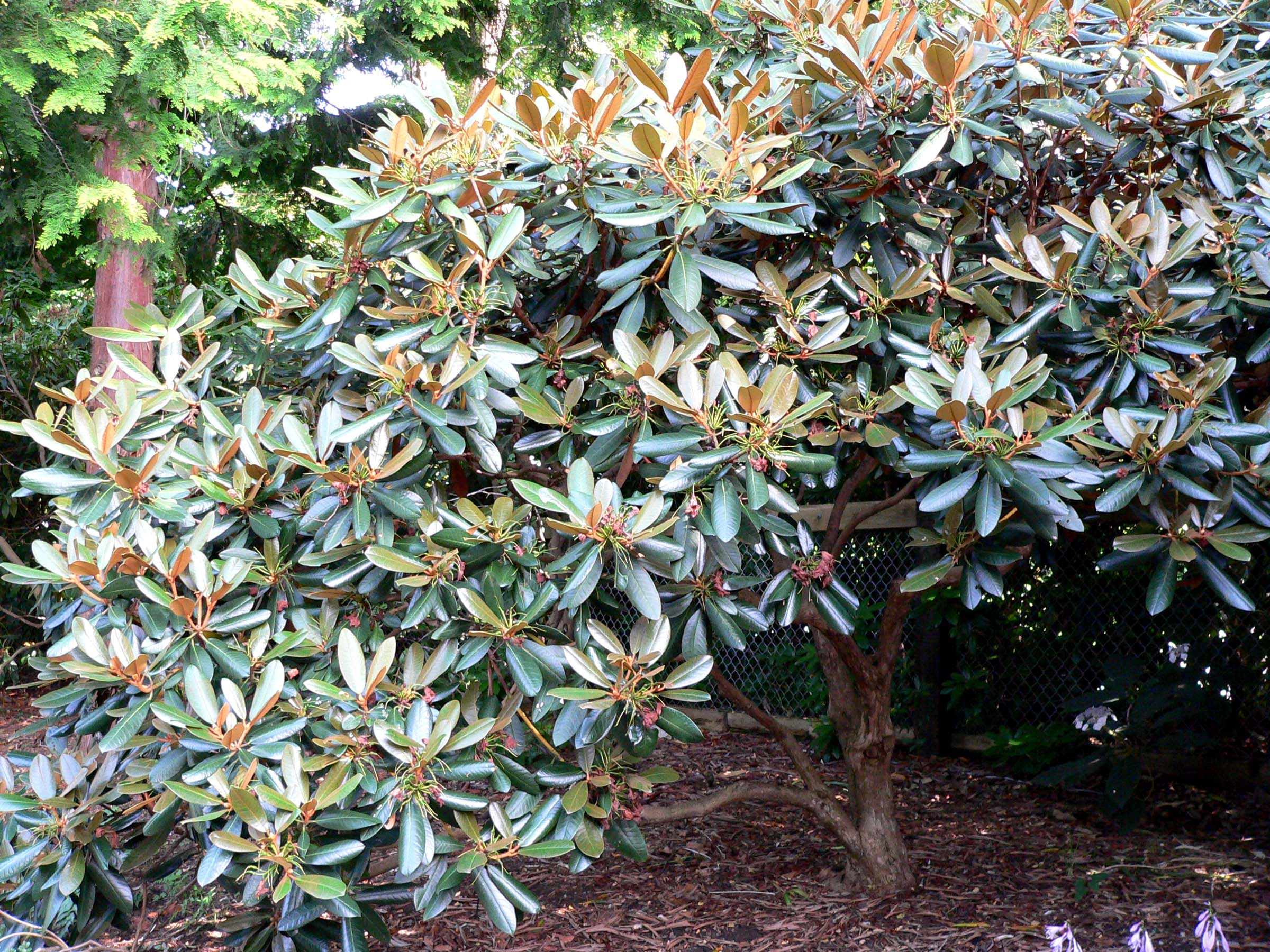
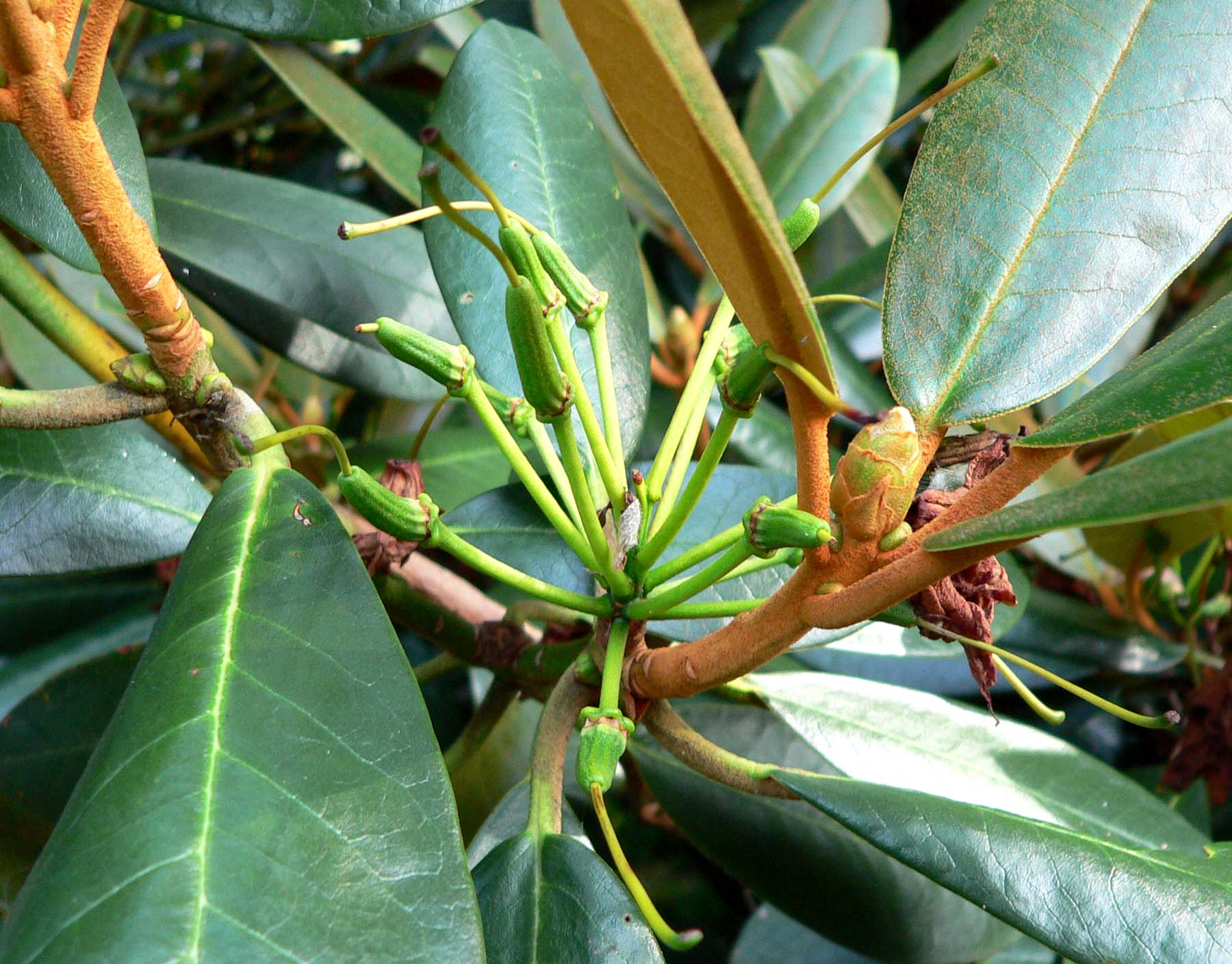
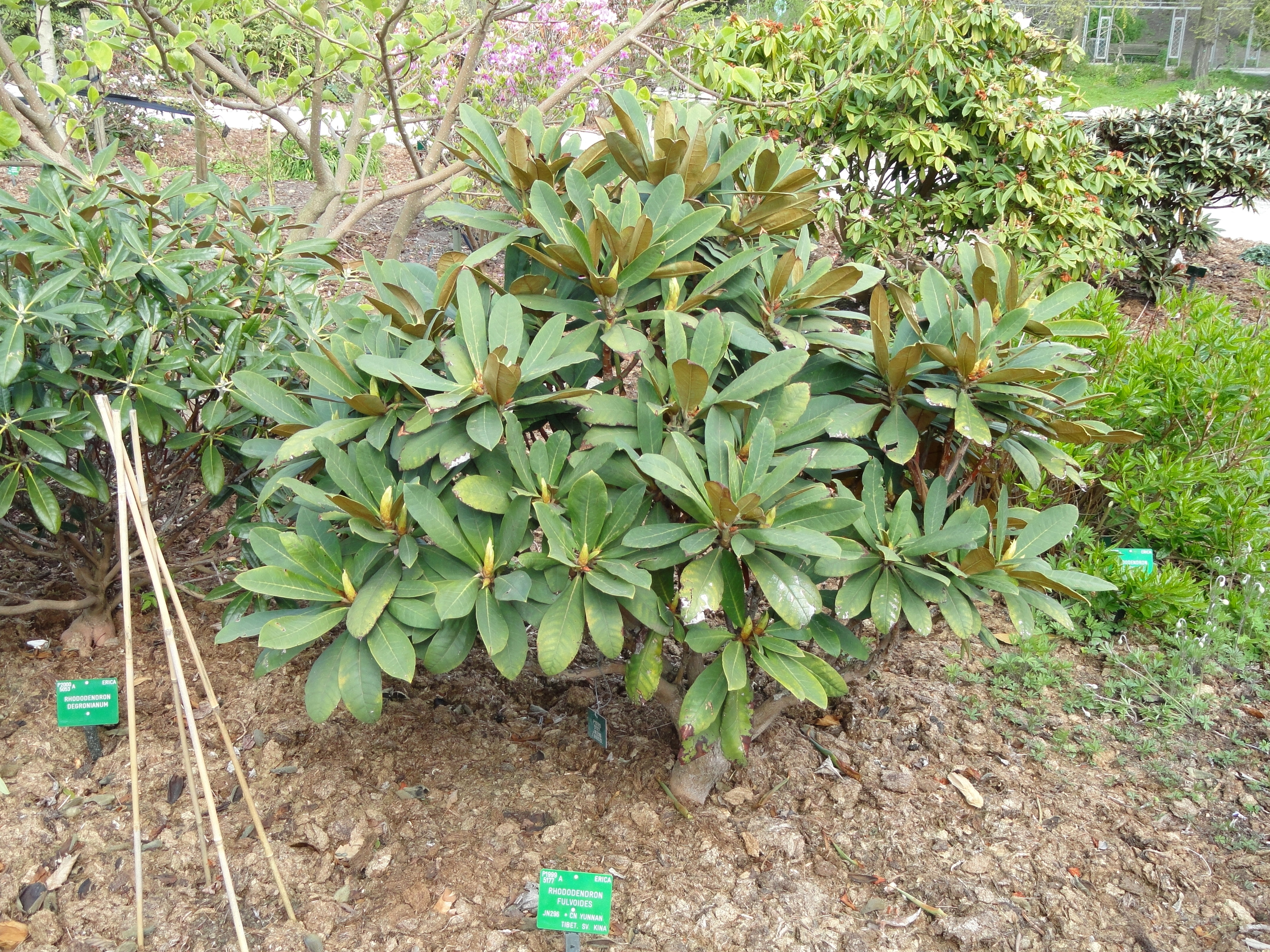